# El Cid Campeador (sculpture)
El Cid Campeador est une sculpture de l'artiste espagnol Juan Cristóbal González inaugurée en 1955, située sur la Plaza del Mío Cid, à Burgos,,.